# Russisch basketbalteam (mannen)
Het Russisch nationaal basketbalteam is een team van basketballers dat Rusland vertegenwoordigt in internationale wedstrijden. 
De Sovjet-Unie was met de vele behaalde kampioenschappen een van de beste basketballanden ter wereld. Na de val van het communisme in 1991 heeft Rusland deze hegemonie slechts deels kunnen compenseren. Het team werd Europees kampioen in 2007 en werd twee keer tweede tijdens het wereldkampioenschap basketbal (in 1994 en 1998).

## Rusland tijdens internationale toernooien

### Wereldkampioenschap
- WK basketbal 1994:
- WK basketbal 1998:
- WK basketbal 2002: 10e
- WK basketbal 2006: niet gekwalificeerd
- WK basketbal 2010: 7e
- WK basketbal 2014: niet gekwalificeerd
- WK basketbal 2019: 12e
- WK basketbal 2023: uitgesloten ¹

¹ Als reactie op de Russische invasie van Oekraïne in 2022 werd Rusland uitgesloten van deelname

### Eurobasket
- Eurobasket 1993:
- Eurobasket 1995: 7e
- Eurobasket 1997:
- Eurobasket 1999: 6e
- Eurobasket 2001: 5e
- Eurobasket 2003: 8e
- Eurobasket 2005: 8e
- Eurobasket 2007:
- Eurobasket 2009: 7e
- Eurobasket 2011:
- Eurobasket 2013: 21e
- Eurobasket 2015: 17e
- Eurobasket 2017: 4e
- Eurobasket 2021: uitgesloten ¹
- Eurobasket 2025: uitgesloten ¹

¹ Als reactie op de Russische invasie van Oekraïne in 2022 werd Rusland uitgesloten van deelname

### Olympische Spelen
- Olympische Spelen 1996: niet gekwalificeerd
- Olympische Spelen 2000: 8e
- Olympische Spelen 2004: niet gekwalificeerd
- Olympische Spelen 2008: 9e
- Olympische Spelen 2012:
- Olympische Spelen 2016: niet gekwalificeerd
- Olympische Spelen 2020: niet gekwalificeerd
- Olympische Spelen 2024: uitgesloten ¹

¹ Als reactie op de Russische invasie van Oekraïne in 2022 werd Rusland uitgesloten van deelname

### Goodwill Games
- Goodwill Games 1994: 4e
- Goodwill Games 1998: 7e

## Coaches
- Joeri Selichov (1992-1993)
- Sergej Belov (1993-1999)
- Stanislav Jerjomin (2000-2002)
- Sergej Jelevitsj (2002-2003)
- Sergej Babkov (2004-2005)
- - David Blatt (2006-2012)
- Fotios Katsikaris (2012-2013)
- Vasili Karasjov (2013)
- Jevgeni Pasjoetin (2013-2015)
- Sergej Bazarevitsj (2016-2021)
- Zoran Lukić (2021-heden)

## Aanvoerders
- Andrej Kirilenko (2007-2008)
- Sergej Monja (2010-2013)
- Anton Ponkrasjov (2014-2015)
- Vitali Fridzon (2016-heden)